# Pakeha minima
Pakeha minima är en spindelart som beskrevs av Forster och Wilton 1973. Pakeha minima ingår i släktet Pakeha och familjen mörkerspindlar. Inga underarter finns listade i Catalogue of Life.